# عین الدیوک الفوقه
عین الدیوک الفوقه (به لاتین: Ein ad-Duyuk al-Foqa) یک روستا در دولت فلسطین است که در استان اریحا واقع شده‌است. عین الدیوک الفوقه ۸۱۴ نفر جمعیت دارد.